# Jiří Hajský
Jiří Hajský (* 12. února 1953 Trenčín) je český fotbalový trenér, bývalý fotbalista a mládežnický reprezentant. Nastupoval jako útočník a záložník. Jako hráč získal v sezoně 1977/78 mistrovský titul se Zbrojovkou Brno pod vedením Josefa Masopusta.
Narodil se v Trenčíně, kde v té době působil jeho otec Zdeněk Hajský, ale od mala vyrůstal v Brně. Je pedagogem na Fakultě sportovních studií Masarykovy univerzity.

## Hráčská kariéra
Odchovanec Tesly Brno a Žabovřesk hrál v československé lize za Zbrojovku Brno (132 starty a 18 branek), Spartak ZVÚ Hradec Králové (15/3) a Sigmu ZTS Olomouc (25/4), celkem odehrál 172 utkání a dal 25 gólů.

### Reprezentace
V juniorské reprezentaci nastoupil v 16 utkáních a dal 1 gól (1972–1975), za dorosteneckou reprezentaci nastoupil ve 3 utkáních (1970–1971).

### Ligová bilance
| Ročník            | Zápasy | Góly | Minuty | Klub                          |
| ----------------- | ------ | ---- | ------ | ----------------------------- |
| I. liga 1972/73   | 20     | 1    | –      | TJ Zbrojovka Brno             |
| I. liga 1973/74   | 22     | 2    | –      | TJ Zbrojovka Brno             |
| I. liga 1974/75   | 27     | 6    | –      | TJ Zbrojovka Brno             |
| I. liga 1975/76   | 26     | 5    | –      | TJ Zbrojovka Brno             |
| I. liga 1976/77   | 20     | 4    | –      | TJ Zbrojovka Brno             |
| I. liga 1977/78   | 14     | 0    | 293    | TJ Zbrojovka Brno             |
| I. liga 1978/79   | 3      | 0    | 26     | TJ Zbrojovka Brno             |
| II. liga 1978/79  | –      | –    | –      | TJ KS Brno                    |
| II. liga 1979/80  | –      | –    | –      | VTJ Žatec                     |
| III. liga 1980/81 | –      | –    | –      | VTJ Žatec                     |
| I. liga 1980/81   | 15     | 3    | 1 350  | TJ Spartak ZVÚ Hradec Králové |
| II. liga 1981/82  | 15     | 1    | –      | TJ Spartak ZVÚ Hradec Králové |
| II. liga 1982/83  | 12     | 2    | –      | TJ Spartak ZVÚ Hradec Králové |
| I. liga 1982/83   | 15     | 4    | 1 305  | TJ Sigma ZTS Olomouc          |
| II. liga 1983/84  | 23     | 5    | –      | TJ Sigma ZTS Olomouc          |
| I. liga 1984/85   | 10     | 0    | 334    | TJ Sigma ZTS Olomouc          |
| VI. liga 1984/85  | –      | –    | –      | TJ Drnovice                   |
| V. liga 1985/86   | –      | –    | –      | TJ Drnovice                   |
| II. liga 1986/87  | 12     | 0    | –      | TJ Zbrojovka Brno             |
| IV. liga 1986/87  | –      | –    | –      | TJ RH Znojmo                  |
| IV. liga 1987/88  | –      | –    | –      | TJ RH Znojmo                  |
| CELKEM 1. LIGA    | 172    | 25   | –      |                               |

## Trenérská kariéra
Po skončení aktivní kariéry působí jako trenér v nižších soutěžích. Od jara 2013 trénoval FK Blansko v Přeboru Jihomoravského kraje, které převzal v zimní přestávce po Karlu Jarůškovi a nakonec je dovedl k vítězství v soutěži. Po jednom divizním ročníku, kdy s nováčkem obsadil velmi dobré páté místo, odešel z Blanska po vzájemné dohodě. Od sezony 2014/15 trénoval A-mužstvo AFK Tišnov v I. B třídě Jihomoravského kraje (7. nejvyšší soutěž) a vytáhl je v nejkratší možné době až do nejvyšší jihomoravské soutěže (5. nejvyšší soutěž) – vítězství v I. B třídě 2014/15 a postup do I. A třídy, vítězství v I. A třídě 2015/16 a postup do krajského přeboru v sezoně 2016/17.

### Podzim 2016
Po roztržce s Petrem Švancarou po zápase 2. kola (1. hraného) v Bučovicích (14. srpna 2016, výhra Tišnova 2:1) se novým trenérem A-mužstva Tišnova stal Zdeněk Valnoha.

### Jaro 2017
Na jaře 2017 převzal po Karlu Jarůškovi mužstvo SK Moravská Slavia Brno v téže soutěži. Po skončení ročníku, v němž se Moravská Slavia zachránila v nejvyšší jihomoravské soutěži, své angažmá ukončil.